# Charlie Hatton
Charlie Hatton (* 23. Februar 1998) ist ein englischer Mountainbiker, der sich auf die Disziplin MTB Downhill spezialisiert hat.

## Sportlicher Werdegang
Hatton stammt aus der Gegend um das Forest of Dean, zum Downhill kam er durch seinen beiden Brüder Sam und Joe. Nachdem er in der Saison 2016 im Junioren-Weltcup mehrfach unter die Top 10 kam und 2017 in Val di Sole mit dem 11. Platz auch in der Elite sein Talent unter Beweis stellen konnte, wurde er 2018 in das Programm Atherton Racing der Geschwister Rachel und Gee Atherton aufgenommen.
In der Saison 2022 kam Hatton im Weltcup mehrfach unter die Top 10, bis Mitte 2023 gelang ihm jedoch kein Sieg bei einem UCI-Rennen. Bei den Heim-Weltmeisterschaften in Fort William wurde er bei schwierigen Witterungsverhältnissen überraschend Weltmeister im Downhill, zusammen mit dem Vizeweltmeister Andreas Kolb erzielte er damit auch einen Doppelsieg für das Continental Atherton Team.

## Erfolge
2023
- Weltmeister – MTB Downhill (DHI)